# Blésignac
Blésignac es una comuna y población de Francia, en la región de Aquitania, departamento de Gironda, en el distrito de Distrito de Burdeos. Pertenece al Cantón de Créon.
Su población en el censo de 1999 era de 249 habitantes.
Está integrada en la Communauté de communes du Cantón de Créonnais.

## Demografía
| 148 | 168 | 162 | 171 | 201 | 249 |
| Para los censos de 1962 a 1999 la población legal corresponde a la población sin duplicidades (Fuente: INSEE [Consultar]) |     |     |     |     |     |